# Garciaz
Garciaz – gmina w Hiszpanii, w prowincji Cáceres, w Estramadurze, o powierzchni 150,28 km². W 2011 roku gmina liczyła 817 mieszkańców.